# Équipe de Tunisie de football en 1970
L'équipe de Tunisie de football renoue avec l'entraîneur yougoslave Radojica Radojičić, mais l'absence de compétitions officielles et les résultats mitigés des matchs amicaux engendrent son remplacement par Ameur Hizem le 2 novembre 1970.

## Matchs

### Rencontres internationales
| Date               | Stade                                | Adversaire          | Score | Comp | Buteurs tunisiens |
| 20 mai 1970        | Stade olympique d'El Menzah, Tunisie | Espagne (olympique) | 0-1   | A    |                   |
| 1er septembre 1970 | Benghazi, Libye                      | Libye               | 2-2   | A    | Chemam, Chakroun  |
| 4 septembre 1970   | Tripoli, Libye                       | Libye               | 2-3   | A    | Hlila, Chemam     |
| 24 septembre 1970  | Stade olympique d'El Menzah, Tunisie | Libye               | 2-0   | A    | Chaïbi, Charfi    |

### Matchs de préparation
| Date             | Stade                                | Adversaire                       | Score | Comp | Buteurs tunisiens |
| 24 avril 1970    | Stade olympique d'El Menzah, Tunisie | CSKA Sofia ( Bulgarie)           | 1-1   | A    | Chakroun          |
| 26 avril 1970    | Stade olympique d'El Menzah, Tunisie | Algérie (espoirs)                | 0-0   | A    |                   |
| 11 novembre 1970 | Stade olympique d'El Menzah, Tunisie | Italie (militaire)               | 0-3   | A    |                   |
| 13 décembre 1970 | Salzbourg, Autriche                  | SV Austria Salzbourg ( Autriche) | 2-2   | A    | Chaïbi, Chakroun  |
| 23 décembre 1970 | Stuttgart, Allemagne                 | VfB Stuttgart ( Allemagne)       | 1-1   | A    | Khouini           |

## Sources
- Mahmoud Ellafi [sous la dir. de], « Les matchs internationaux tunisiens », Almanach du sport. 1956-1973, éd. Le Sport, Tunis, 1974, p. 211-238
- Mohamed Kilani, « Équipe de Tunisie : les rencontres internationales », Guide-Foot 2010-2011, éd. Imprimerie des Champs-Élysées, Tunis, 2010
- Béchir et Abdessattar Latrech, 40 ans de foot en Tunisie, vol. 1, chapitres VII-IX, éd. Société graphique d'édition et de presse, Tunis, 1995, p. 99-176